# Strange Hearts
Strange Hearts är en amerikansk komedi/dramafilm från 2001, regisserad av Michelle Gallagher, manus av Michelle Gallagher.

## Handling
Strange Hearts handlar om den mycket otursföljde Jack Waters (Robert Forster) som aldrig lyckas håva in storkovan, efter sin misslyckade karriär som barnskådespelare, och om hans bästa kompis Moira (Rose McGowan) som är förföljd av hemska mardrömmar. När de träffar den charmerande och framgångsrike Henry (Kip Pardue), övertalar Jack honom om att gå med i frågesporten Roads to Riches i hopp om att han själv ska tjäna pengar som Henrys manager. Men allt går inte riktigt som han hade tänkt sig.

## Om filmen
Filmen är inspelad i Los Angeles och hade världspremiär på video i Storbritannien den 13 maj 2002. Den hade svensk premiär den 23 oktober samma år och är tillåten från 15 år.

## Rollista (i urval)
- Rose McGowan - Moira Kennedy
- Robert Forster - Jack Waters
- Kip Pardue - Henry Fields
- Harry Hamlin - Dan Smith